# Classe Tachikaze
I tre cacciatorpediniere della classe Tachikaze (Tachikaze, Asakaze e Sawakaze) sono navi giapponesi da combattimento con armi da difesa aerea (infatti essi avevano come funzione prevalente la difesa aerea della flotta con i missili Standard SM-1). 
Erano forniti di una dotazione completa di armi antinave, antisom e antiaeree con i missili Harpoon, ASROC, i cannoni CIWS e i lanciasiluri, e un impianto radar completo, con sistemi di produzione americana e giapponese. Non erano tuttavia dotati di elicotteri, principalmente a causa della presenza del secondo cannone da 127 mm Mk. 42 a poppa.

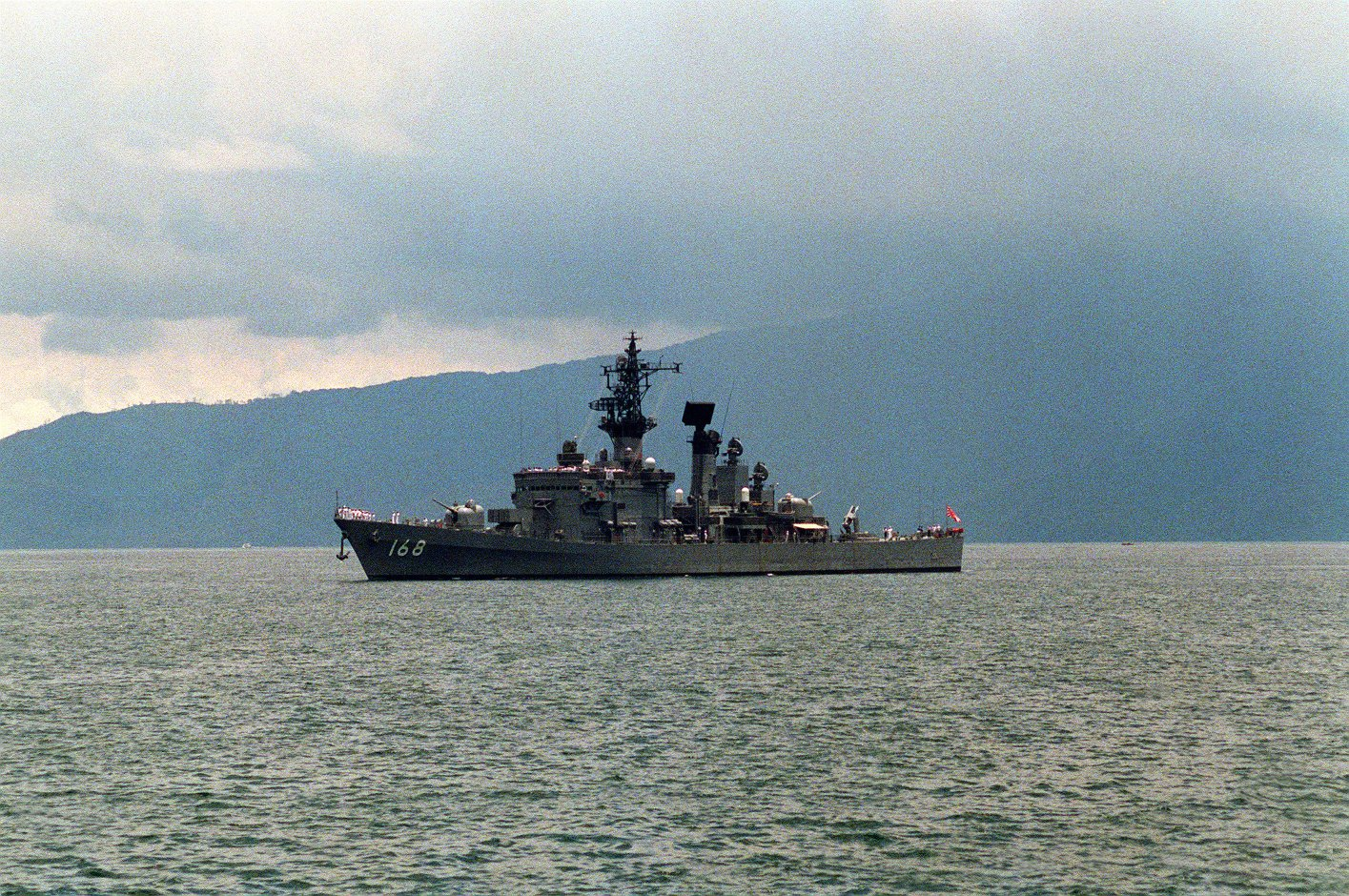
JDS Tachikaze (DDG-168)

Sono stati costruiti a partire dal 1973 con il ritmo di una nave ogni tre anni, prestando poi servizio dal 1976 al 2010, e sono stati infine radiati definitivamente nel periodo 2007-2010.

## Progetto
Nel 1965 la Forza marittima di autodifesa giapponese schierò, con il programma 35DDG, il primo cacciatorpediniere missilistico, rappresentato da un'unica unità chiamata Amatsukaze. Questa nave fu classificata DDG (Guided Missile Destroyer), e fu particolarmente avanzata per i tempi con apparati radar tecnologicamente molto moderni e missili antiaerei Tartar. I cacciatorpediniere Tachikaze, chiamati programma 46DDG (dal numero del quarantaseiesimo anno dell'era Shōwa), furono concepiti come successori dell'eccellente Amatsukaze, dal quale si ispirarono palesemente per il progetto, il design e le caratteristiche tecniche. La realizzazione dell'unità capoclasse fu approvata e finanziata nel 1971, e la costruzione iniziò nel 1973, con il varo avvenuto il 17 dicembre 1974, e il completamento il 26 marzo 1976. Le altre due unità furono invece iniziate nel 1976 e 1979, e terminate nel 1979 e 1983.

## Caratteristiche tecniche
L'aspetto esteriore delle navi appare come una combinazione dei cacciatorpediniere Takatsuki (38DDA) e del cacciatorpediniere lanciamissili Amatsukaze (35DDG). Se quest'ultimo fu preso come modello principale del progetto per la disposizone della rampa lanciamissili e per gli impianti radar, viceversa i cacciatorpediniere Takatsuki influiscono fortemente per il design e le soluzioni costruttive. Comunque la struttura del ponte è posizionata leggermente più in avanti rispetto ai Takatsuki, mentre il fumaiolo è similmente integrato nell'albero con una disposizione chiamata mack (must and stack). La poppa è a specchio per fornire la possibilità di installare altre apparecchiature come i sonar trainati. Il cannone principale è posto sul ponte di prua, seguito immediatamente dietro dal lanciatore ASROC, mentre il secondo cannone è installato a poppa, prima della rampa per i missili Standard.

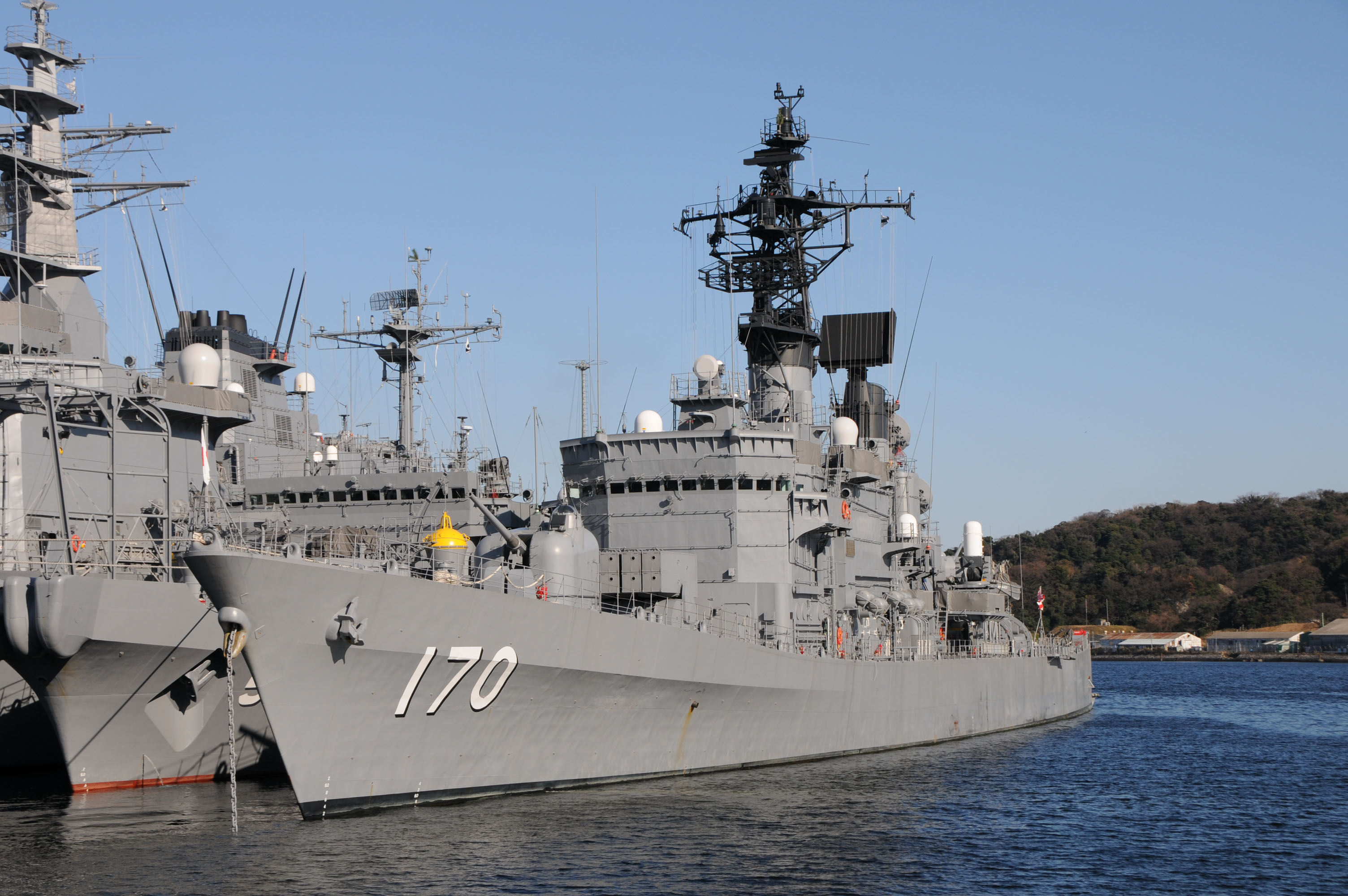
La seconda unità Sawakaze (DDG-170).

La lunghezza è di 143 metri, e la larghezza di 14,3 mentri, con un dislocamento standard di 3.850 tonnellate, che raggiunge 5.200 tonnellate a pieno carico. L'impianto propulsivo è composto da due caldaie e due turbine a vapore Mitsubishi, in grado di erogare una potenza complessiva di 60.000 cavalli vapore. Ciò consentiva alle navi di raggiungere una velocità massima di 32 nodi.